# Костадинка Палазова
Костадинка Палазова Георгиоска (на македонска литературна норма: Костадинка Палазова Ѓорѓиоска) е народна певица от Македонската фолклорна област.

## Биография
Родена е в 1939 година в кукушкото село Сехово (на гръцки Едомени), Гърция. Изведена е по време на Гражданската война от Гърция като дете бежанец и детството ѝ минава в постоянни преселения. Установява се в Гостивар, Федерална Югославия, и започва работа като учителка в село Средково, след това в Симница и накрая в училище „Братство-Единство“ в Гостивар, където се пенсионира.
Певческата ѝ кариера започва с участие в емисията „Вие пред микрофонот“ на Радио-телевиция Скопие, в която печели първа награда. Започва да пее и да се снима от 1960 година. Има плодотворна кариера и е заснела около 300 народни песни с всички оркестри на Македонската радио-телевизия. Работи и с Големия народен оркестър на Пеце Атанасовски, Чалгиите на Илми Баки, сътрудничи си с Кочо Петрески, Драги Митев, Миодраг Яшаревич от Сараево, Бранко Миленкович от Белград, Костадин Гугов от София и с много други известни музикални имена.
Костадинка Палазова пее в Европа, Америка, Канада, Австралия, Индонезия, Тайланд, Сингапур, Куала Лумпур, Дубай. В 2016 година Центърът за култура в Гостивар организира великденски концерт в чест на Костадинка Палазова, на който ѝ връчва плакет за утвърждаване и опазване на традиционната македонска песен.